# Import

## Fogalma
Az import (behozatal) azon termékek és szolgáltatások összessége, amelyet külföldön állítanak elő és belföldiek vásárolnak meg.  (Ellentéte az export (kivitel), amely azon termékek és szolgáltatások összessége, amelyet belföldön állítanak elő és külföldiek vásárolnak meg.) Az importőr az a személy vagy vállalat, aki (vagy amely) a behozatalt végzi.

Ami két ország közötti kereskedelemben az egyik ország számára export, az a másik szemszögéből importnak számít.
Egy gazdaság exportja és importja alkotja a külkereskedelmi mérleget, ami a fizetési mérleg legfontosabb része. A külkereskedelmi egyenleg az export és import különbségével, vagyis az úgynevezett nettó exporttal azonos.
Az importált terméket vagy szolgáltatást hazai fogyasztók külföldi termelőktől vásárolják. Kereskedelmi mennyiségű behozatal általában mind az importáló, mind az exportáló országban vámfizetéssel jár.

## Állami szabályozása
Az  import-kontingens	egyes termékek importjának hatósági maximálása; ezt meghaladó importot nem engedélyeznek.